# Confine tra Austria e Repubblica Ceca

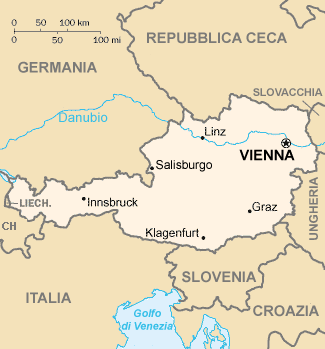
Mappa dell'Austria con evidenziati i confini.

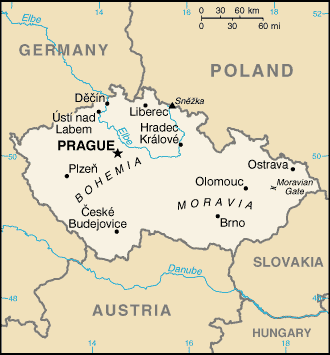
Cartina della Repubblica Ceca con evidenziati i suoi confini.

Il confine tra l'Austria e la Repubblica Ceca descrive la linea che separa i due Stati. Ha una lunghezza di 362 km.

## Caratteristiche
Il confine riguarda la parte nord-orientale dell'Austria e la parte sud della Repubblica Ceca.
Inizia alla triplice frontiera tra Austria, Germania e Repubblica Ceca e poi va verso oriente fino alla triplice frontiera tra Austria, Repubblica Ceca e Slovacchia.
Il fiume Thaya (in tedesco) o Dyje (in ceco) scorre sinuosamente lungo un tratto del confine e in particolare tra le regioni della Bassa Austria in Austria e la Moravia Meridionale in Repubblica Ceca.

## Storia
Il confine fu definito al termine della prima guerra mondiale con il crollo dell'Impero asburgico e la creazione della Cecoslovacchia. Con la separazione del 1993 tra Repubblica Ceca e Slovacchia il confine con l'Austria fu diviso in due.

## Länder e Kraje interessati
In Austria sono interessati al confine i seguenti due Länder:
- Alta Austria
- Bassa Austria

Nella Repubblica Ceca sono interessati due Kraje:
- Boemia Meridionale
- Moravia Meridionale